# 埼玉県選定重要遺跡

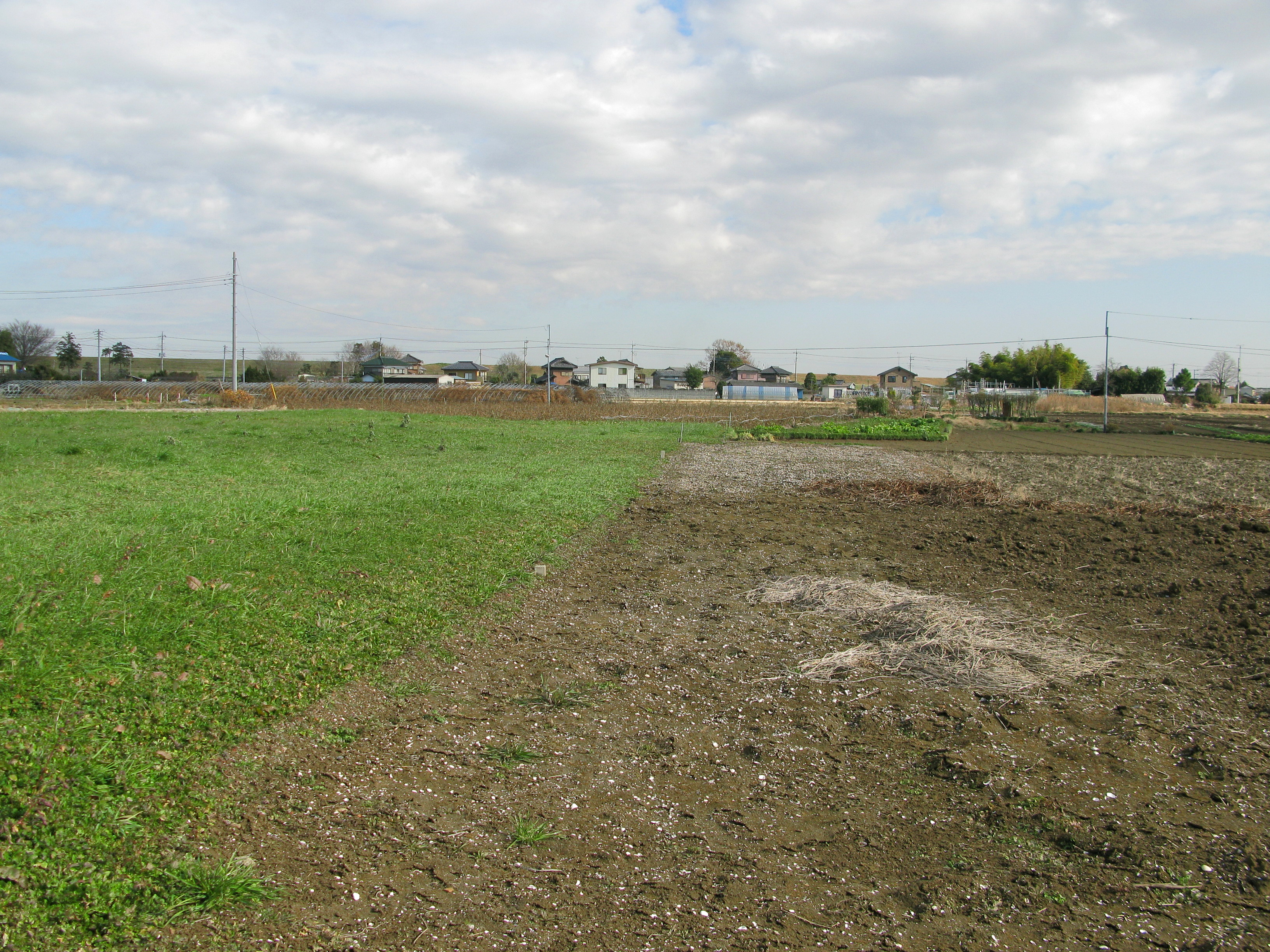
埼玉県選定重要遺跡No.149の神明貝塚（春日部市）。国の史跡にも指定されている。

埼玉県選定重要遺跡（さいたまけんせんていじゅうよういせき）は、日本の埼玉県の教育委員会が、歴史上または学術上の価値が高いものとして選定した、埼玉県内の遺跡（周知の埋蔵文化財包蔵地）である。1969年（昭和44年）10月1日と1976年（昭和51年）10月1日の2回の選定により、計161遺跡が選ばれている。

## 概要
対象となるものは考古学における遺跡（集落跡・貝塚・古墳・城跡など）であり、文化財としての種別は、文化財保護法および埼玉県文化財保護条例に定める埋蔵文化財（土地に埋蔵された文化財）にあたる。その中で埼玉県教育委員会が特に重要と評価したものを選定し「重要遺跡」として呼称・把握した、県独自の保護制度である。
そのため、国・県・各市町村が指定（あるいは登録・選定・選択・認定）した他種別の文化財（記念物の史跡・旧跡など）と重複して選定されているものも存在する（例:選定重要遺跡No.1大久保古墳群9基→うち5基がさいたま市指定史跡。選定重要遺跡No.113西別府祭祀遺跡→一部が国の史跡。選定重要遺跡No.145永明寺古墳→埼玉県指定史跡など）。
1976年（昭和51年）の第2選定以降、新たな選定は行われていないが、『埼玉県文化財目録』要約欄には、第2選定以降の調査による知見も反映されるようになっている。